# Centro Tennis di Fonte dell'Ovo
Il Centro Tennis di Fonte dell'Ovo, noto anche come Centro Tennis Cassa di Risparmio per ragioni di sponsorizzazione, è il principale impianto per il tennis nella Repubblica di San Marino.
Il centro è dotato di un centrale in terra battuta (44 x 22 metri) con tribuna da 3000 posti e otto palchi VIP, sei ulteriori campi in terra battuta e due con superficie veloce play-it. Tutti i campi sono regolarmente illuminati e, ad eccezione del centrale, coperti durante la stagione invernale. Il complesso ospita inoltre gli uffici della Federazione Sammarinese Tennis, una palestra, un centro di fisioterapia e un ristorante. A fianco della struttura sorge un impianto calcistico in erba sintetica.
Sui campi di Fonte dell'Ovo si sono disputati annualmente gli Internazionali di San Marino (circuito challenger nel 1988 e dal 2001 al 2014 e ATP International Series dal 1989 al 2000), tornei OPEN del panorama italiano, un torneo ITF under 18, incontri di Coppa Davis e l'edizione 2001 dei Giochi dei piccoli stati d'Europa. Nel 2017 ha ospitato nuovamente gli incontri tennistici della 17ª edizione dei Giochi dei piccoli stati.
Dal 2009 il centro è inoltre sede della San Marino Tennis Academy, diretta da Giorgio Galimberti.